# ナカヤマナイト
ナカヤマナイト（欧字名:Nakayama Knight、2008年3月24日 - ）は、日本の競走馬、誘導馬。主な勝ち鞍に2011年の共同通信杯、2012年のオールカマー、2013年の中山記念。
馬名の由来は、冠名＋「騎士」。

## 戦績

### 2歳

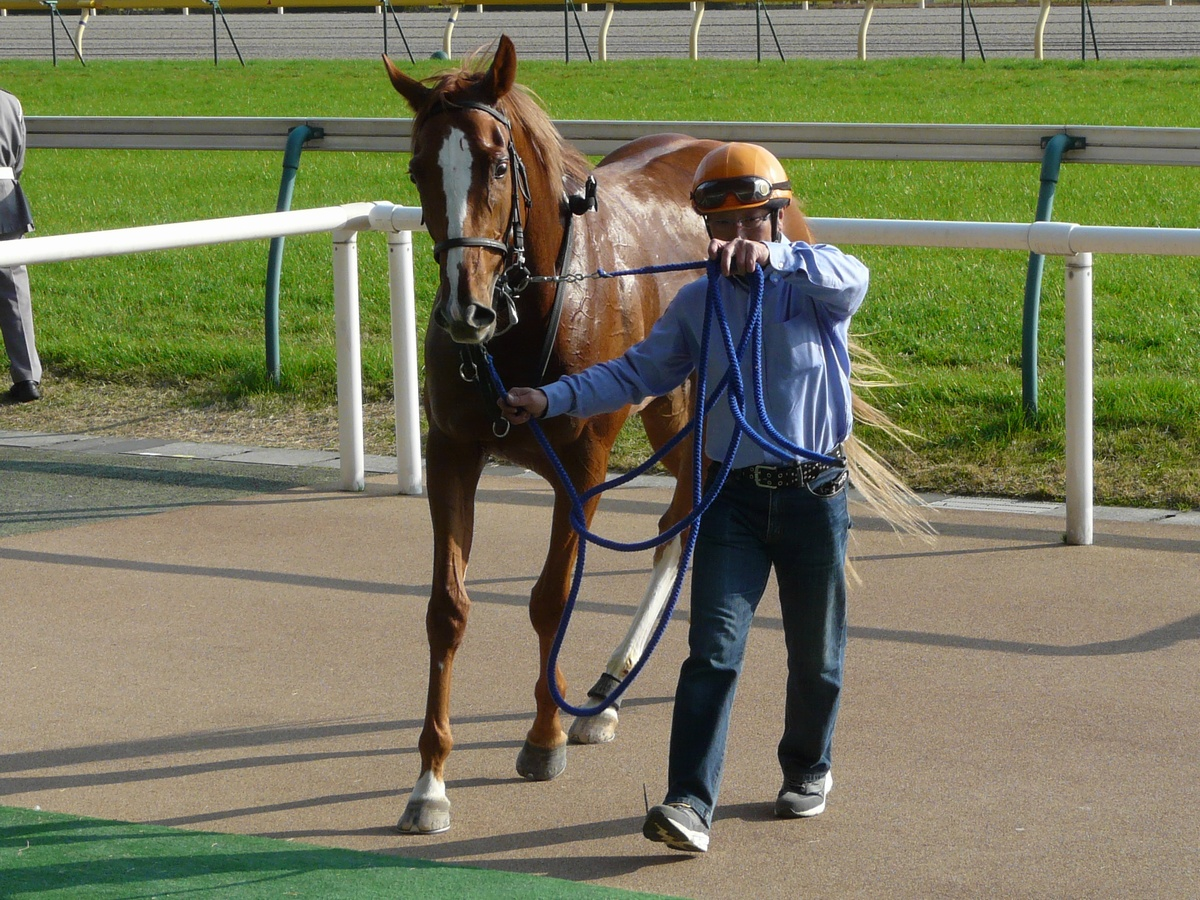
ベゴニア賞

2010年8月8日、新潟競馬第5競走の芝1800m新馬戦に柴田善臣騎乗で初出走で2番人気に支持されたが、後方からの競馬となってしまい3着だった。次走の同じ新潟の未勝利戦は先行から直線抜け出しをはかるも2着、3戦目となった中山の未勝利戦は1番人気に推され、初勝利となった。その後11月の東京の500万下の百日草特別は直線追い上げるも2着に敗れる。次のベゴニア賞は逃げ切って2勝目を飾り、オープン入りをした。しかし年末のホープフルステークスは先に行くペルシャザールを捕らえることが出来ず、またも2着惜敗となった。

### 3歳
初重賞となった共同通信杯は先に抜け出したユニバーサルバンクをゴール前で差しきり、重賞初制覇を果たした。陣営はトライアルを使わずに皐月賞へ直行した。皐月賞は2番人気に推されたが5着に敗れた。騎乗した柴田善臣は、馬場を敗因に挙げるコメントを残した。東京優駿では後方から追い上げるも4着だった。
秋はナカヤマフェスタの帯同馬としてフランスへ遠征し、ニエル賞をステップとして、結果次第で凱旋門賞かドラール賞のどちらかに出走することとなった。ニエル賞では最後方追走から伸びを欠き、最下位6着に終わった。この結果を受けて出走したドラール賞ではダーバンサンダーの逃げをマークして2番手を追走したが直線で馬群に飲み込まれブービーの10着に終わった。
帰国後のディセンバーステークスでは後方待機から直線で鋭く脚を伸ばし、スマートステージ以下の後続に2馬身半差をつけて1着となり、騎乗した柴田善臣がJRA通算2,000勝を達成する勝ち星ともなった。

### 4歳
初戦のアメリカジョッキークラブカップ(AJCC)では好位を進み、直線で脚を伸ばしルーラーシップの2着となった。その後産経大阪杯では中団に控える形となったが直線で伸びず5着だった。鳴尾記念でも同様の競馬で4着となった。宝塚記念では後方から追い上げるも8着だった。夏場の休養を経て、9月23日のオールカマーに出走、雨の中のレースを制して前年の共同通信杯以来、1年7ヶ月ぶりの重賞制覇を果たした。しかし天皇賞（秋）は後方からの競馬となり9着に敗れた。有馬記念では外枠(8枠15番)が響き1.1秒差の7着と大敗。

### 5歳
前年同様、初戦にAJCCを予定していたが、歩様の乱れから出走回避することとなった（後にフレグモーネと判明）。年内初戦は2月24日の中山記念になった。シルポート（3着）が逃げ、ダイワファルコン（2着）と追い込み、クビ差で勝利した。前年のオールカマーに続き、重賞3勝目を挙げる。しかし、その後は勝ちきれないレースが続いた。

### 6歳
この年は6戦するが全て着外だった。

### 7歳
初戦の中山金杯9着、中山記念8着と不振が続いていたが、5月の新潟大賞典で2着と健闘する。その後長期休養に入った。

### 8歳
エプソムカップで復帰したが17着、続く七夕賞でも16着に終わる。レース後屈腱炎を発症、現役を引退した。引退後は中山競馬場にて乗馬となる。

## 引退後
現役引退後は中山競馬場で誘導馬となった。
2020年にホーストラスト北海道に移動し、余生を送る。2022年より引退名馬繋養展示事業の対象馬となっている。

## 競走成績
| 年月日     | 競馬場     | 競走名        | 格    | 頭数 | オッズ （人気） | オッズ （人気） | 着順 | 騎手           | 斤量 | 距離（馬場）  | タイム （上り3F） | タイム 差 | 勝ち馬/（2着馬）       |
| ---------- | ---------- | ------------- | ----- | ---- | --------------- | --------------- | ---- | -------------- | ---- | ------------- | ----------------- | --------- | ---------------------- |
| 2010.08.08 | 新潟       | 2歳新馬       |       | 18   | 004.6           | 0（2人）        | 03着 | 柴田善臣       | 54   | 芝1800m（良） | 1:51.2 (33.0)     | -0.7      | クリーンエコロジー     |
| 0000.08.28 | 新潟       | 2歳未勝利     |       | 17   | 002.8           | 0（1人）        | 02着 | 柴田善臣       | 54   | 芝1800m（良） | 1:48.3 (33.9)     | -0.1      | カフェラピード         |
| 0000.09.26 | 中山       | 2歳未勝利     |       | 14   | 001.2           | 0（1人）        | 01着 | 柴田善臣       | 54   | 芝1800m（稍） | 1:50.4 (33.9)     | -0.2      | （アントウェルペン）   |
| 0000.11.06 | 東京       | 百日草特別    | 500万 | 10   | 003.8           | 0（3人）        | 02着 | 柴田善臣       | 55   | 芝1800m（良） | 1:47.8 (34.0)     | -0.4      | ディープサウンド       |
| 0000.11.28 | 東京       | ベゴニア賞    | 500万 | 14   | 002.8           | 0（2人）        | 01着 | 柴田善臣       | 55   | 芝1600m（良） | 1:34.8 (34.2)     | -0.3      | （コティリオン）       |
| 0000.12.26 | 中山       | ホープフルS   | OP    | 10   | 005.4           | 0（2人）        | 02着 | 柴田善臣       | 56   | 芝2000m（良） | 2:00.4 (34.4)     | -0.0      | ベルシャザール         |
| 2011.02.13 | 東京       | 共同通信杯    | GIII  | 13   | 004.9           | 0（3人）        | 01着 | 柴田善臣       | 56   | 芝1800m（良） | 1:48.5 (33.8)     | -0.0      | （ユニバーサルバンク） |
| 0000.04.24 | 東京       | 皐月賞        | GI    | 18   | 005.9           | 0（2人）        | 05着 | 柴田善臣       | 57   | 芝2000m（良） | 2:01.5 (35.3)     | -0.9      | オルフェーヴル         |
| 0000.05.29 | 東京       | 東京優駿      | GI    | 18   | 008.8           | 0（4人）        | 04着 | 柴田善臣       | 57   | 芝2400m（不） | 2:32.0 (36.4)     | -1.5      | オルフェーヴル         |
| 0000.09.11 | ロンシャン | ニエル賞      | G2    | 6    |                 | 0（6人）        | 06着 | 柴田善臣       | 58   | 芝2400m（稍） |                   | -1.7      | Reliable Man           |
| 0000.10.01 | ロンシャン | ドラール賞    | G2    | 11   |                 | 0（9人）        | 10着 | 柴田善臣       | 55   | 芝1950m（良） |                   | -2.1      | Byword                 |
| 0000.12.17 | 中山       | ディセンバーS | OP    | 16   | 005.9           | 0（2人）        | 01着 | 柴田善臣       | 55   | 芝1800m（良） | 1.47.0 (34.8)     | -0.4      | （スマートステージ）   |
| 2012.01.22 | 中山       | AJCC          | GII   | 11   | 005.1           | 0（2人）        | 02着 | 柴田善臣       | 55   | 芝2200m（不） | 2.17.8 (36.4)     | -0.5      | ルーラーシップ         |
| 0000.04.01 | 阪神       | 産経大阪杯    | GII   | 12   | 006.3           | 0（3人）        | 05着 | 柴田善臣       | 56   | 芝2000m（稍） | 2.06.0 (35.3)     | -0.5      | ショウナンマイティ     |
| 0000.06.02 | 阪神       | 鳴尾記念      | GIII  | 10   | 005.4           | 0（4人）        | 04着 | 柴田善臣       | 56   | 芝2000m（良） | 2.00.5 (33.3)     | -0.4      | トゥザグローリー       |
| 0000.06.02 | 阪神       | 宝塚記念      | GI    | 16   | 069.5           | （13人）        | 08着 | 柴田善臣       | 58   | 芝2200m（良） | 2.13.5 (37.1)     | -2.6      | オルフェーヴル         |
| 0000.09.23 | 中山       | オールカマー  | GII   | 16   | 003.1           | 0（2人）        | 01着 | 柴田善臣       | 56   | 芝2200m（重） | 2.15.5 (35.9)     | -0.2      | （ダイワファルコン）   |
| 0000.10.27 | 東京       | 天皇賞（秋）  | GI    | 18   | 017.0           | 0（6人）        | 09着 | 柴田善臣       | 58   | 芝2000m（良） | 1:58.1 (33.5)     | -0.8      | エイシンフラッシュ     |
| 0000.12.23 | 中山       | 有馬記念      | GI    | 16   | 013.9           | 0（5人）        | 07着 | 柴田善臣       | 57   | 芝2500m（良） | 2:33.0 (36.2)     | -1.1      | ゴールドシップ         |
| 2013.02.24 | 中山       | 中山記念      | GII   | 15   | 004.5           | 0（2人）        | 01着 | 柴田善臣       | 57   | 芝1800m（良） | 1.47.3 (35.3)     | -0.0      | （ダイワファルコン）   |
| 0000.05.05 | 新潟       | 新潟大賞典    | GIII  | 16   | 002.9           | 0（1人）        | 05着 | 柴田善臣       | 58   | 芝2000m（良） | 1:57.7 (34.4)     | -0.8      | パッションダンス       |
| 0000.06.02 | 東京       | 安田記念      | GI    | 18   | 029.6           | （10人）        | 12着 | 柴田善臣       | 58   | 芝1600m（良） | 1:32.2 (33.5)     | -0.7      | ロードカナロア         |
| 0000.06.23 | 阪神       | 宝塚記念      | GI    | 11   | 049.0           | 0（7人）        | 06着 | 柴田善臣       | 58   | 芝2200m（良） | 2:14.4 (36.0)     | -1.2      | ゴールドシップ         |
| 0000.10.27 | 東京       | 天皇賞（秋）  | GI    | 17   | 085.8           | （13人）        | 06着 | 柴田善臣       | 58   | 芝2000m（良） | 1:59.1 (36.0)     | -1.6      | ジャスタウェイ         |
| 0000.11.24 | 東京       | ジャパンC     | GI    | 17   | 054.4           | （10人）        | 09着 | 柴田善臣       | 57   | 芝2400m（良） | 2:26.5 (34.0)     | -0.4      | ジェンティルドンナ     |
| 0000.12.22 | 中山       | 有馬記念      | GI    | 16   | 047.5           | （10人）        | 13着 | 柴田善臣       | 57   | 芝2500m（良） | 2:35.7 (40.0)     | -3.4      | オルフェーヴル         |
| 2014.03.02 | 中山       | 中山記念      | GII   | 15   | 015.0           | 0（6人）        | 13着 | 柴田善臣       | 57   | 芝1800m（稍） | 1.51.4 (37.6)     | -1.6      | ジャスタウェイ         |
| 0000.03.30 | 中山       | マーチS       | GIII  | 16   | 012.8           | 0（6人）        | 10着 | 柴田善臣       | 58   | ダ1800m（重） | 1:52.5 (38.2)     | -1.3      | ソロル                 |
| 0000.07.20 | 函館       | 函館記念      | GIII  | 16   | 028.7           | （11人）        | 07着 | 柴田善臣       | 57.5 | 芝2000m（良） | 2:00.7 (36.6)     | -0.6      | ラブイズブーシェ       |
| 0000.08.24 | 札幌       | 札幌記念      | GII   | 14   | 060.1           | 0（8人）        | 09着 | 柴田善臣       | 57   | 芝2000m（良） | 2:00.9 (37.5)     | -1.8      | ハープスター           |
| 0000.09.28 | 新潟       | オールカマー  | GII   | 18   | 094.3           | （16人）        | 08着 | 柴田善臣       | 56   | 芝2200m（良） | 2:12.6 (34.8)     | -0.4      | マイネルラクリマ       |
| 0000.11.16 | 福島       | 福島記念      | GIII  | 16   | 010.5           | 0（7人）        | 05着 | 田中勝春       | 57   | 芝2000m（良） | 1:58.7 (34.3)     | -0.6      | ミトラ                 |
| 2015.01.04 | 中山       | 中山金杯      | GIII  | 17   | 017.0           | 0（7人）        | 09着 | 柴田善臣       | 57   | 芝2000m（良） | 1:58.9（34.2）    | -1.1      | ラブリーデイ           |
| 0000.03.01 | 中山       | 中山記念      | GII   | 11   | 034.1           | 0（7人）        | 08着 | 柴田善臣       | 56   | 芝1800m（稍） | 1:51.8（37.0）    | -1.5      | ヌーヴォレコルト       |
| 0000.05.10 | 新潟       | 新潟大賞典    | GIII  | 16   | 057.2           | （13人）        | 02着 | L.オールプレス | 57   | 芝2000m（良） | 1:59.8（33.3）    | -0.2      | ダコール               |
| 2016.06.12 | 東京       | エプソムC     | GIII  | 18   | 187.1           | （16人）        | 17着 | 柴田善臣       | 59   | 芝1800m（良） | 1:47.6（34.8）    | -1.4      | ルージュバック         |
| 0000.07.10 | 福島       | 七夕賞        | GIII  | 16   | 059.5           | （15人）        | 16着 | 柴田善臣       | 57   | 芝2000m（良） | 2:01.9（38.9）    | -3.5      | アルバートドック       |

## 血統表
| ナカヤマナイトの血統（サンデーサイレンス系（ヘイルトゥリーズン系) / Northern Dancer 5×5=6.25%） | ナカヤマナイトの血統（サンデーサイレンス系（ヘイルトゥリーズン系) / Northern Dancer 5×5=6.25%） | ナカヤマナイトの血統（サンデーサイレンス系（ヘイルトゥリーズン系) / Northern Dancer 5×5=6.25%） | （血統表の出典）       | （血統表の出典）  |
| 父 ステイゴールド 1994 黒鹿毛 北海道白老町                                                      | 父の父*サンデーサイレンス Sunday Silence 1986 青鹿毛 アメリカ                                   | Halo                                                                                            | Hail to Reason         | Hail to Reason    |
| 父 ステイゴールド 1994 黒鹿毛 北海道白老町                                                      | 父の父*サンデーサイレンス Sunday Silence 1986 青鹿毛 アメリカ                                   | Halo                                                                                            | Cosmah                 |                   |
| 父 ステイゴールド 1994 黒鹿毛 北海道白老町                                                      | 父の父*サンデーサイレンス Sunday Silence 1986 青鹿毛 アメリカ                                   | Wishing Well                                                                                    | Understanding          | Understanding     |
| 父 ステイゴールド 1994 黒鹿毛 北海道白老町                                                      | 父の父*サンデーサイレンス Sunday Silence 1986 青鹿毛 アメリカ                                   | Wishing Well                                                                                    | Mountain Flower        |                   |
| 父 ステイゴールド 1994 黒鹿毛 北海道白老町                                                      | 父の母ゴールデンサッシュ 1988 栗毛 北海道白老町                                                 | *ディクタス Dictus                                                                              | Sanctus                | Sanctus           |
| 父 ステイゴールド 1994 黒鹿毛 北海道白老町                                                      | 父の母ゴールデンサッシュ 1988 栗毛 北海道白老町                                                 | *ディクタス Dictus                                                                              | Dronic                 |                   |
| 父 ステイゴールド 1994 黒鹿毛 北海道白老町                                                      | 父の母ゴールデンサッシュ 1988 栗毛 北海道白老町                                                 | ダイナサッシュ                                                                                  | *ノーザンテースト      | *ノーザンテースト |
| 父 ステイゴールド 1994 黒鹿毛 北海道白老町                                                      | 父の母ゴールデンサッシュ 1988 栗毛 北海道白老町                                                 | ダイナサッシュ                                                                                  | *ロイヤルサッシュ      |                   |
| 母 フィジーガール 1996 鹿毛 北海道日高町                                                        | 母の父*カコイーシーズ Cacoethes 1986 鹿毛 アメリカ                                              | Alydar                                                                                          | Raise a Native         | Raise a Native    |
| 母 フィジーガール 1996 鹿毛 北海道日高町                                                        | 母の父*カコイーシーズ Cacoethes 1986 鹿毛 アメリカ                                              | Alydar                                                                                          | Sweet Tooth            |                   |
| 母 フィジーガール 1996 鹿毛 北海道日高町                                                        | 母の父*カコイーシーズ Cacoethes 1986 鹿毛 アメリカ                                              | Careless Notion                                                                                 | Jester                 | Jester            |
| 母 フィジーガール 1996 鹿毛 北海道日高町                                                        | 母の父*カコイーシーズ Cacoethes 1986 鹿毛 アメリカ                                              | Careless Notion                                                                                 | Miss Uppity            |                   |
| 母 フィジーガール 1996 鹿毛 北海道日高町                                                        | 母の母ツバキヒメ 1984 鹿毛 北海道門別町                                                         | マルゼンスキー                                                                                  | Nijinsky               | Nijinsky          |
| 母 フィジーガール 1996 鹿毛 北海道日高町                                                        | 母の母ツバキヒメ 1984 鹿毛 北海道門別町                                                         | マルゼンスキー                                                                                  | *シル                  |                   |
| 母 フィジーガール 1996 鹿毛 北海道日高町                                                        | 母の母ツバキヒメ 1984 鹿毛 北海道門別町                                                         | ヒルガオ                                                                                        | *スティンティノ        | *スティンティノ   |
| 母 フィジーガール 1996 鹿毛 北海道日高町                                                        | 母の母ツバキヒメ 1984 鹿毛 北海道門別町                                                         | ヒルガオ                                                                                        | *ロージズデー F-No.6-a |                   |

- 全弟サウスパシフィックは、佐賀競馬の重賞・中島記念、雷山賞、六角川賞、高千穂峰賞、阿蘇山賞の勝ち馬。
- 祖母の半兄にスプリンターズステークス、根岸ステークスを勝ったウィニングスマイル（父：リィフォー）がいる。
- 母の半弟にあすなろ賞優勝馬ザドライブ（父：アフリート）がいる。